# Follow Me Around
Singles par
If You Say the Word
(2021)
Follow Me Around est une chanson du groupe britannique de rock Radiohead, sortie le 1er novembre 2021 en tant que deuxième single de leur compilation Kid A Mnesia. Elle met en avant le chanteur Thom Yorke à la guitare acoustique, avec des paroles exprimant la paranoïa et l'angoisse.
La chanson est enregistrée lors des sessions conjointes pour les quatrième et cinquième albums studio de Radiohead, Kid A (2000) et Amnesiac (2001), mais est restée inédite jusqu'en 2021. Elle est accompagnée d'un clip vidéo mettant en scène l'acteur Guy Pearce.

## Musique
Follow Me Around présente une performance solo de Thom Yorke à la guitare acoustique, avec un refrain « envolé ». Les paroles évoquent les sentiments de paranoïa et d'angoisse ; on y trouve une référence à Margaret Thatcher,, quand des versions antérieures faisaient référence à Tony Blair. A.V. Club décrit la chanson pop comme probablement la plus simple de Radiohead, la comparant à Eddie Vedder. Rolling Stone l'a qualifiée de l'une des chansons les plus sombres de Yorke.

## Histoire
La chanson apparaît pour la première fois dans le documentaire de 1998 Meeting People Is Easy, qui inclut une performance enregistrée lors d'une balance. Après que Radiohead l'a interprétée lors d'un concert à Toronto en 2000, les fans créent un site web demandant sa sortie. Des enregistrements pirates circulent en ligne et la chanson devient l'une des favorites des fans,. Radiohead l'enregistrée lors des sessions pour leurs albums Kid A (2000) et Amnesiac (2001). Dans un blog écrit pendant les sessions, le guitariste Ed O'Brien mentionne que le groupe voulait l'aborder d'une nouvelle manière plutôt que de « retomber dans de vieilles habitudes ». Elle est ainsi restée inédite, ce que les critiques ont attribué au fait qu'elle ne correspondait pas au style expérimental des albums,,.
Dans les années suivantes, Thom Yorke l'interprète occasionnellement avec Radiohead, en solo, avec son projet parallèle Atoms for Peace ou encore avec le guitariste de Radiohead Jonny Greenwood en 2017.

## Sortie
Radiohead sort Follow Me Around en tant que deuxième single de la compilation Kid A Mnesia le 1er novembre 2021. La veille de sa sortie, le groupe met en ligne une version de haute qualité de la performance issue du documentaire Meeting People Is Easy sur leur chaîne YouTube.

## Accueil
Plusieurs publications saluent la sortie de ce titre tant attendu par les fans, notamment Rolling Stone, The Fader, Spin, Uproxx et NME. Le Time a écrit qu’il s’agissait du meilleur contenu bonus de Kid A Mnesia, et l’a décrit comme « une chanson brillante, créée au mauvais moment, par un groupe qui avait évolué — et qui, avec le temps, a entraîné de nombreux fans dans son sillage. Car Kid A n’était pas simplement de la pop ; c’était une façon d’éduquer les fans à ce que la pop pouvait être. »

## Clip vidéo
Le clip est réalisé par Us, un duo de réalisateurs et met en scène l'acteur Guy Pearce poursuivi par une caméra drone. Ce dernier révèle que le tournage a eu lieu une semaine avant la sortie de la vidéo.

## Personnel

### Musicien
- Thom Yorke : guitare, chant

### Technique
- Nigel Godrich : production, ngénieur du son, mixage
- Gerard Navarro : assistant de production, ingénieur du son aditionnel
- Graeme Stewart : ingénieur du son aditionnel